# Мело ТВ Мания
„Мело ТВ Мания“ е предаване на БНТ в периода 2000 – 2005 г. Излъчва се по Канал 1 и сателитния канал ТВ България всяка неделя от 16:20 ч.
Водещи са Яница Йончева, Филипа Балдева, Александра Сърчаджиева, Николай Илиев, Борислав Бояджиев, Атанас Михайлов, Ивайло Иванов - Играта, Петя Дикова, Рада Георгиева, Ива Софиянска и Йоанна Драгнева.
Предаването представя всичко ново около българската и световна поп, рок и хип-хоп музика. В края на годината предаването провежда годишни музикални награди на които биват отличени най-добрите за годината български певци и групи.